# Toyota Hilux
La Toyota Hilux è un pick-up fuoristrada prodotto dalla casa automobilistica giapponese Toyota dal 1968.
Quella che è entrata in produzione nel 2015 è l'ottava generazione.
Il nome "Hilux" è derivato dalle parole "High Luxury", che tradotto significa "Lusso di alto livello".

## Prima serie
La prima serie, costruita presso lo stabilimento della divisione veicoli pesanti della Toyota, la Hino Motors, era una versione meglio equipaggiata del Toyota Stout seconda serie.
Venne dapprima resa disponibile in una versione a passo corto, a cui si aggiunse in seguito la versione a passo allungato.
La configurazione tipica prevedeva la sola cabina corta con il propulsore in posizione anteriore e la trazione posteriore. I propulsori erano di tipo diverso per i vari mercati; mentre in quello nordamericano le cilindrate, sia delle versioni diesel che di quelle a benzina erano intorno ai 2 l, per gli altri mercati erano più ridotte. Questa serie è rimasta in produzione sino al 1972.

## Seconda serie
La seconda serie, il cui periodo di produzione va dal 1972 al 1978 ha visto una rivisitazione globale del mezzo, ora meglio rifinito e più grande del precedente, e l'introduzione del cambio a 5 marce in luogo del precedente a 4 marce. Per tutti i mercati sono stati resi anche disponibili i motori di maggior cilindrata.

## Settima serie

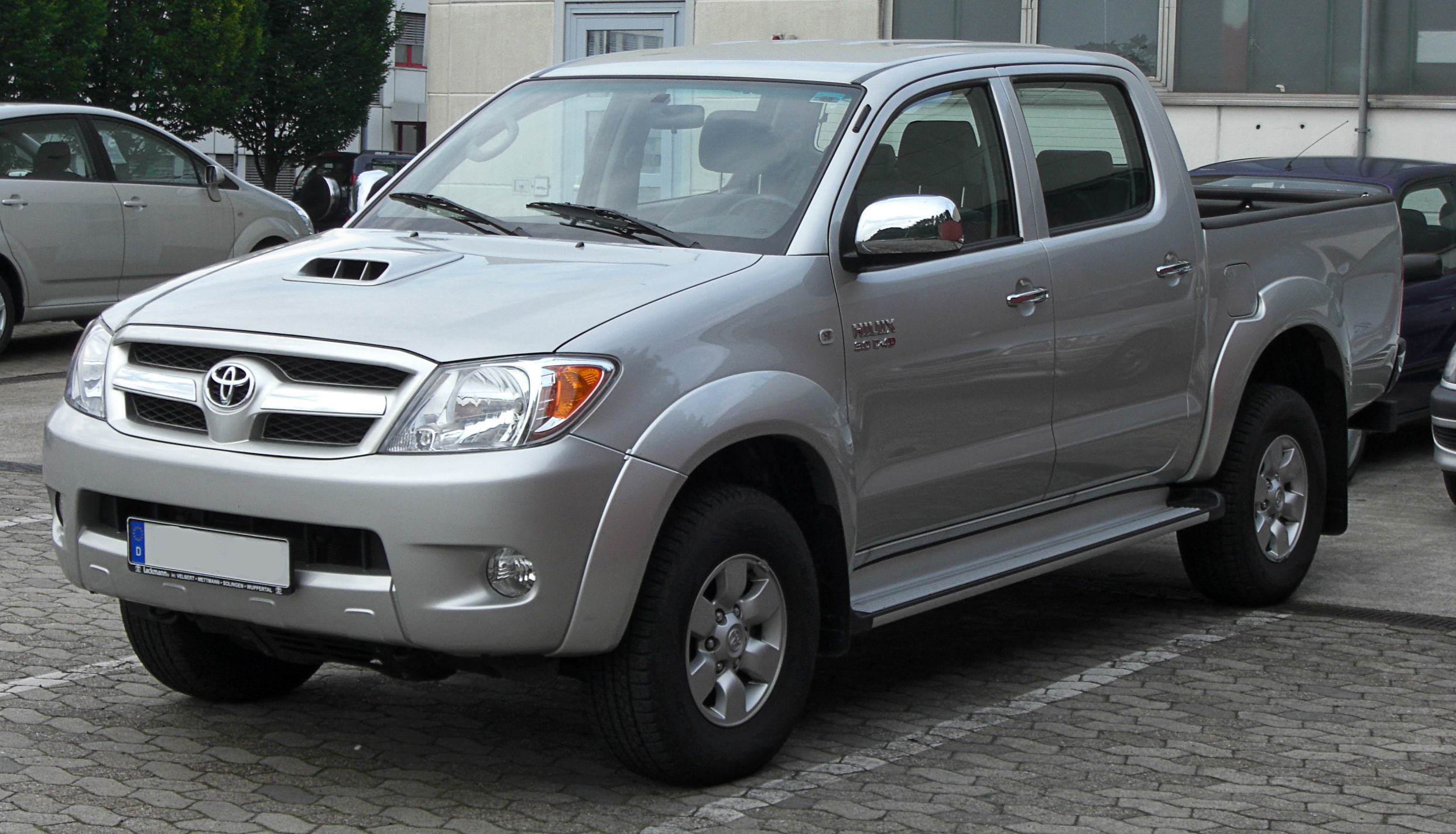
Hilux sesta serie in versione cabina allungata

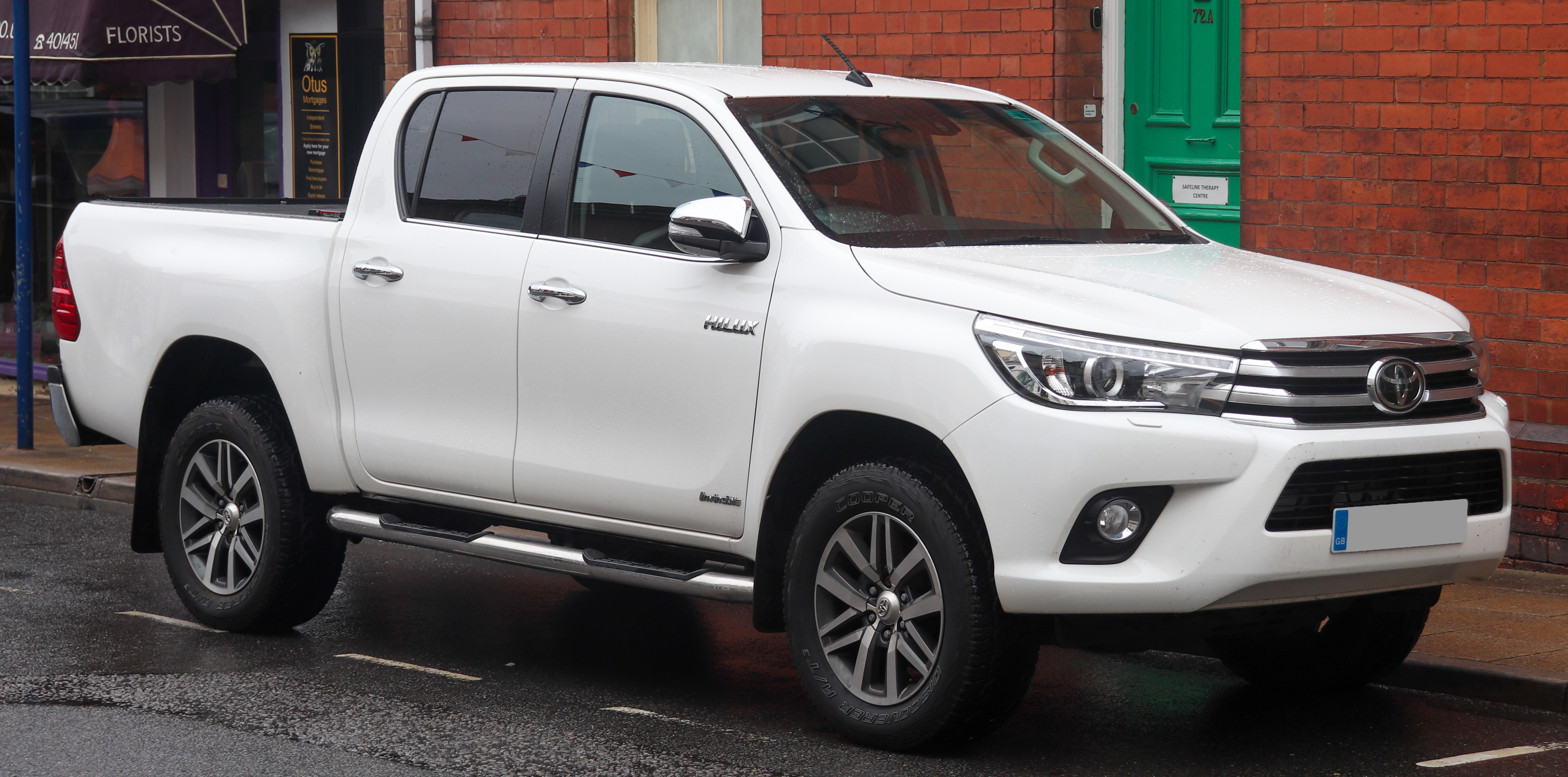
Hilux ottava serie

La settima serie è stata presentata nel 2004 ed è rimasta in produzione fino al 2015. Era disponibile in doppia configurazione, con cabina corta a due porte e con cabina allungata a 4 porte. Nel primo dei due casi il veicolo raggiunge una lunghezza di 4.975 mm, nel secondo di 5.255.
È stata la prima serie della Hilux a non essere prodotta in Giappone: la maggior parte dei veicoli sono stati prodotti in Thailandia, Sudafrica e Argentina per essere venduti nelle rispettive aree, e con altri stabilimenti minori di produzione in Malaysia, Pakistan e Venezuela. La produzione ha avuto inizio nell'agosto 2004 in Thailandia, dove sono stati prodotti la maggior parte dei pick-up di questa serie, che in Thailandia hanno preso il nome Hilux Vigo.
Motori (mercati):
- 2005 2.0 L benzina VVT-i DOHC 4 cilindri in linea (Sudafrica, Indonesia)
- 2005 2.5 L diesel D-4D DOHC 4 cilindri in linea, 100 kW - 156 hp (Asia, Europa, Sudafrica, Sud America)
- 2005 2.7 L benzina VVT-i DOHC 4 cilindri in linea, 160 hp (Australia, Filippine, Sudafrica, USA)
- 2005 3.0 L diesel D-4D DOHC 4 cilindri in linea, Turbodiesel, commonrail 16-valvole iniezione diretta, 173 hp (127KW)  (Asia, Sudafrica, Sud America, Australia, Europa).
- 2005 4.0 L benzina VVT-i DOHC V6, 170 kW - 236 hp (Australia, Sudafrica, USA)
- 2008 4.0L Supercharged DOHC V6 306 hp/225 kW (Australia, TRD edition)

## Ottava serie
Nel 2015 viene presentata l'ottava serie.

## L'Hilux di Top Gear

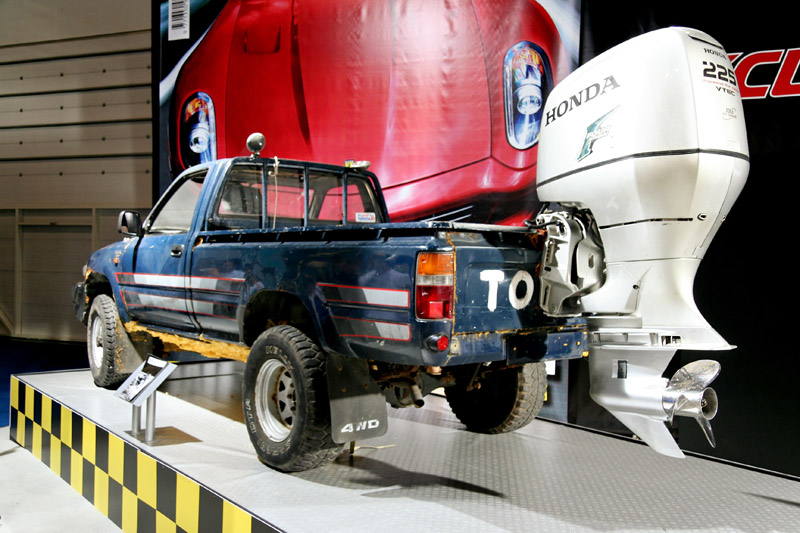
Il "Toybota", l'Hilux trasformato in veicolo anfibio da Jeremy Clarkson

Una Toyota Hilux 2.4 Diesel 4WD è stata protagonista di due puntate della terza stagione (2003) dello show televisivo Top Gear. I conduttori Jeremy Clarkson e James May hanno provato a turno a distruggerla sottoponendola a numerosi danneggiamenti: è stata fatta scendere da una scalinata, lanciata contro un albero, immersa in mare, lanciata da una gru, lanciata contro un prefabbricato in legno, gli è stata lanciata sopra una roulotte, è stata ripetutamente colpita con una palla di ferro per demolizioni, è stata incendiata e parcheggiata sul tetto di un palazzo di 23 piani poi demolito con cariche esplosive. In tutte le occasioni l'Hilux è ripartita senza che fosse necessario sostituire alcun pezzo. Attualmente l'Hilux è esposta nello studio di Top Gear.
Una Hilux analoga alla prima è poi stata trasformata da Jeremy Clarkson in veicolo anfibio durante l'ottava stagione del programma (2008).

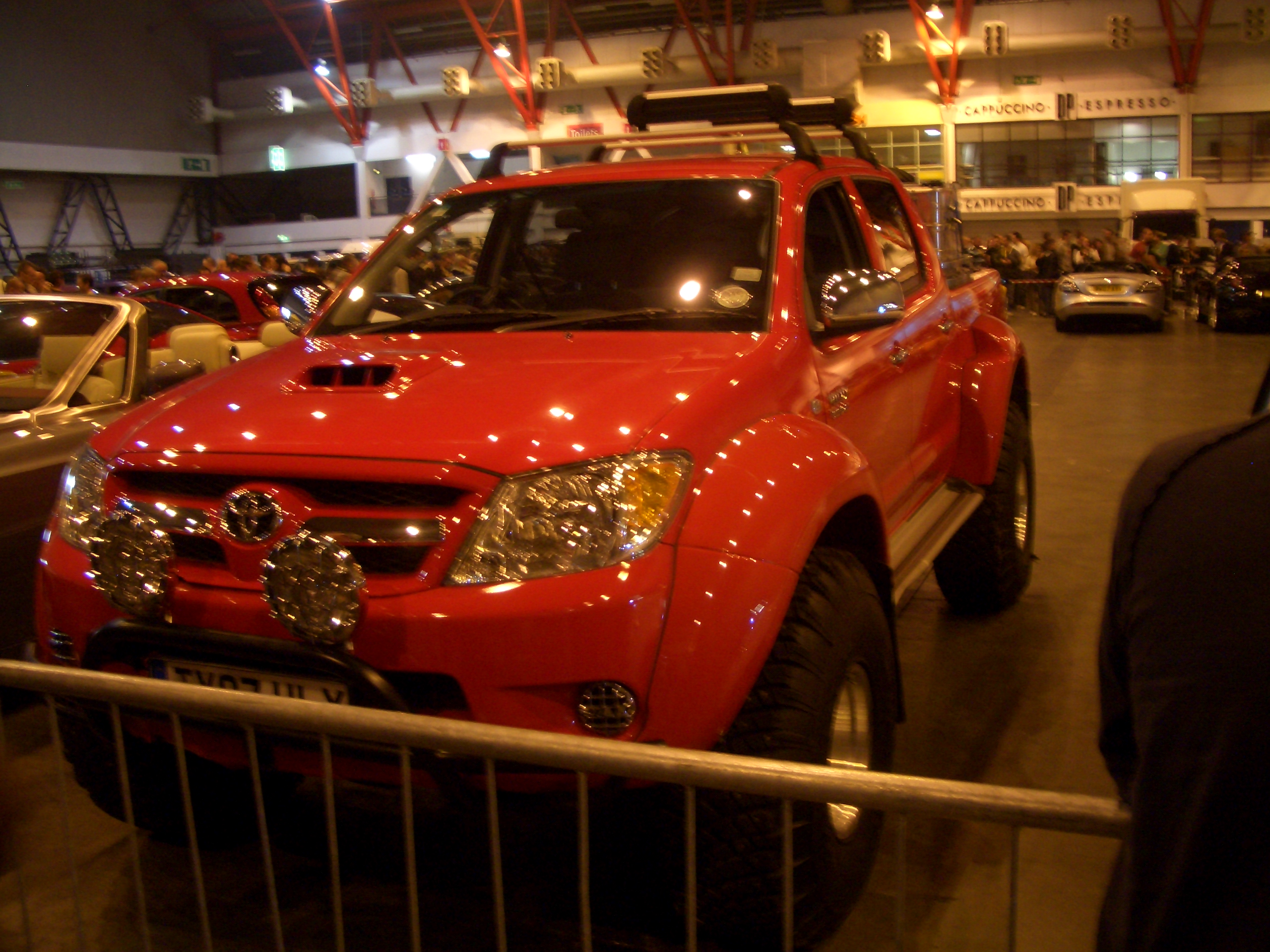
L'Hilux con cui Jeremy Clarkson e James May hanno raggiunto il polo nord.

La Toyota Hilux, stavolta la settima serie, è stata protagonista dello Speciale Polo Nord (2007), quando Jeremy Clarkson e James May sono stati i primi uomini a raggiungere il Polo Nord Magnetico in automobile, affrontando il viaggio su un'Hilux rossa modificata dalla Arctic Trucks, con un altro veicolo analogo in appoggio. Proprio questa seconda Hilux è stata poi utilizzata da James May per scalare un vulcano, nel primo episodio della quindicesima stagione (2010).